# Chicão Brígido
Francisco Brigido da Costa, mais conhecido como Chicão Brígido (Ipixuna, 9 de março de 1958) é um comerciante, técnico em contabilidade e político brasileiro que foi deputado federal pelo Acre.

## Biografia
Filho de Cícera Brigido da Costa. Ao mudar para Rio Branco adquiriu uma farmácia e entre 1990 e 1994 foi tesoureiro do Sindicato das Farmácias de Rio Branco. Na capital acriana foi também vice-presidente da Associação de Moradores do Bairro da Estação Experimental. Em 1982 concluiu o curso técnico em contabilidade e, em 1994, fez o curso de licitação e contratos no Instituto Brasileiro de Administração Municipal (IBAM) no Rio de Janeiro.
Filiado ao Partido do Movimento Democrático Brasileiro (PMDB) em 1991, foi eleito vereador em Rio Branco em 1992, e deputado federal em 1994, mandato que preservou ao renunciar ao posto de vice-prefeito de Rio Branco. após a vitória de Mauri Sérgio nas eleições municipais de 1996, em cuja administração foi secretário especial de Representação Política e Cidadania entre maio e agosto de 1997.
Em 1998 foi candidato a governador do Acre e ficou na penúltima posição num pleito vencido por Jorge Viana (Partido dos Trabalhadores) ainda em primeiro turno. Eleito suplente de deputado federal em 2002 foi efetivado em 21 de dezembro de 2005, após a cassação de Ronivon Santiago. O deputado federal José Lourenço defendeu-o da acusação de ter alugado seu mandato: "O Chicão é um produto do meio em que vive. Então que cassem o povo, prendam o povo."
Condenado a dois anos de reclusão e a dez dias-multa pelo crime de concussão, em acórdão publicado em 25 de agosto de 2014, no processo nº 0036953-07.2005.4.01.3400, em trâmite no Tribunal Regional Federal. Enquanto deputado federal, Chicão Brígido exigia de forma direta e por diversas vezes, que alguns funcionários lotados em seu gabinete depositassem grande parte dos salários em sua conta pessoal e de sua esposa. Também consta da denúncia que o acusado solicitou à sua suplente, à época dos fatos, dinheiro e passagens aéreas como condição para que se licenciasse do cargo.